# Schloss Candé

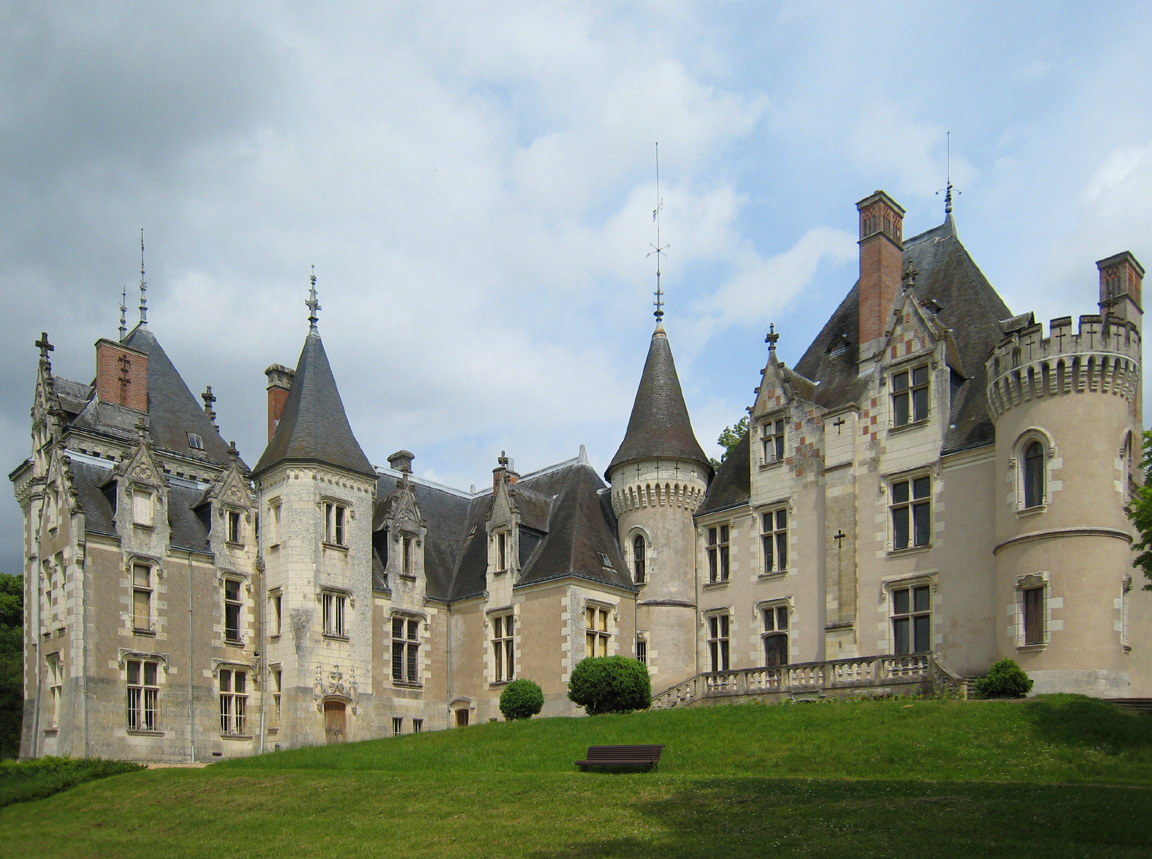
Schloss Candé

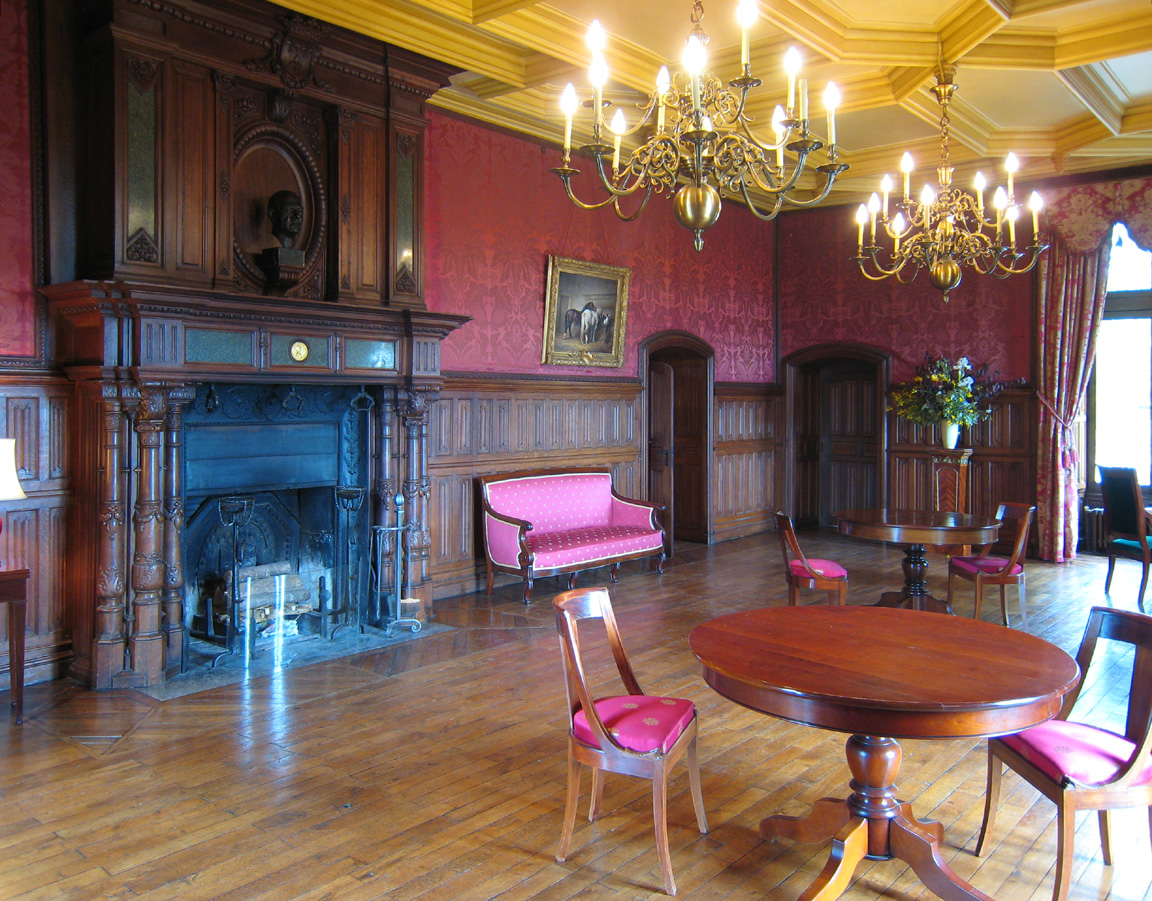
Schloss Candé, großer Salon

Schloss Candé ist ein Schloss nahe der Stadt Monts im Département Indre-et-Loire in Frankreich. Es liegt auf einem Areal von 250 Hektar an der N10 und geht auf ein Landhaus zurück, das François Briçonnet, Bürgermeister von Tours (1499–1500) im Renaissancestil 1500 anstelle einer alten Burg errichten ließ. 1508 wurde es von dessen Tochter Jeanne Briçonnet vollendet. Im Jahr 1853 erwarb der reiche Kubaner Santiago Drake del Castillo das Anwesen und ließ es auf die dreifache Größe erweitern. Stilrichtungen waren dabei die Neugotik und die Neorenaissance.
Letzter privater Besitzer war der Millionär Charles Bedaux (1886–1944), der das Schloss 1927 kaufte und es umfassend modernisierte. Dazu gehörten unter anderem Zentralheizung, Heißwasser auf allen Etagen sowie eine zentrale Telefonanlage. Für die Körperertüchtigung ging man ins neu eingerichtete Gymnastikstudio oder auf den Golfplatz. Die Gestaltung des Ganzen lag in den Händen von Henri Lafargue, Architekt aus Blois, der jedem Wohnbereich ein eigenes Badezimmer hinzufügte.
So ausgestattet war das Schloss gerüstet für das Großereignis, das am 3. Juni 1937 ins Haus stand. An diesem Tag heiratete auf Schloss Candé der Herzog von Windsor die Amerikanerin Wallis Simpson, für die er auf den englischen Thron verzichtet hatte. Der Herzog war nur zehn Monate lang als Edward VIII. König von Großbritannien und Nordirland und dankte am 11. Dezember 1936 ab.
1951 trat Fern Bedaux, die Witwe des Eigentümers, das Schloss Candé an die Republik Frankreich ab. Der französische Staat beeilte sich, das Mobiliar nach Paris ins Mobilier national zu bringen. Zugleich wurde das Schloss geschlossen, und auch die Jagd auf dem Anwesen wurde eingestellt. Erst seit einigen Jahren kann das restaurierte, seit 1974 dem Conseil Général d'Indre-et-Loire (Touraine) unterstellte Bauwerk mit der zurückgekehrten originalen Einrichtung wieder besichtigt werden. Auch bemüht man sich, Schloss Candé als kulturelles Zentrum und Veranstaltungsort, zum Beispiel für Ausstellungen und Hochzeiten, zu etablieren.